# Distribució circular uniforme

Una simulació de Montecarlo de 10.000 punts de la distribució de la mitjana mostral d'una distribució uniforme circular per N = 3.

En la teoria de la probabilitat i l'estadística direccional, una distribució circular uniforme és una distribució de probabilitat sobre el cercle unitat la densitat del qual és uniforme per a tots els angles.

## Descripció

### Definició
La funció de densitat de probabilitat (pdf) de la distribució uniforme circular, p. ex. amb {\displaystyle \theta \in [0,2\pi )}, és:
{\displaystyle f_{UC}(\theta )={\frac {1}{2\pi }}.}

### Moments respecte a una parametrització
Considerem la variable circular {\displaystyle z=e^{i\theta }} amb {\displaystyle z=1} a l'angle base {\displaystyle \theta =0}. En aquests termes, els moments circulars de la distribució circular uniforme són tots zero, excepte {\displaystyle m_{0}}:
{\displaystyle \langle z^{n}\rangle =\delta _{n}}
on {\displaystyle \delta _{n}} és el símbol del delta de Kronecker.